# Luperina stipata
Luperina stipata är en fjärilsart som beskrevs av Morrison 1875. Luperina stipata ingår i släktet Luperina och familjen nattflyn. Inga underarter finns listade i Catalogue of Life.